# Wolfgang Amadeus Mozart
Wolfgang Amadeus Mozart (27. januar 1756 – 5. december 1791) je bil ploden in vpliven skladatelj klasičnega obdobja. Kljub kratkemu življenju je rezultat njegovega hitrega tempa skladanja glasbe več kot 800 del tako rekoč vseh žanrov njegovega časa. Mnoge od teh skladb so priznane kot vrhunci simfoničnega, koncertantnega, komornega, opernega in zborovskega repertoarja. Mozart na splošno velja za enega največjih skladateljev v zgodovini zahodne glasbe,  njegovo glasbo občudujejo zaradi "melodične lepote, formalne elegance ter bogastva harmonije in teksture". 
Mozart, rojen v Salzburgu, takrat v Svetem rimskem cesarstvu in trenutno v Avstriji, je že od svojega najzgodnejšega otroštva kazal neverjetne sposobnosti. Ko je pri petih letih že obvladal igranje klaviatur in violine, je takrat tudi skladal in nastopal pred evropskimi plemiči. Oče ga je peljal na veliko turnejo po Evropi in nato trikrat v Italijo. Pri 17 letih je bil glasbenik na salzburškem dvoru, vendar je postajal nemiren in je potoval v iskanju boljšega položaja.
Med obiskom Dunaja leta 1781 je bil Mozart odpuščen s položaja v Salzburgu. Ostal je na Dunaju, kjer je dosegel slavo, a malo finančne varnosti. V zadnjih letih bivanja na Dunaju je zložil precejšen del svojih najbolj znanih simfonij, koncertov in oper. Maša zadušnicaRequiem je ostala ob času njegove zgodnje smrti pri 35 letih večinoma nedokončana. Okoliščine smrti so zaradi njegove mladosti delno negotove in pogosto predmet ugibanj ter kovanja različnih zgodb..

## Življenje

#### Prva leta
Wolfgang Amadeus Mozart se je rodil leta 1756 staršema Leopoldu in Anni Marii v Salzburgu, takrat prestolnici neodvisne knezoškofovske države, ki se danes nahaja v Avstriji. Ob krstu je dobil ime Johannes Chrisóstomus Wolfgangus Theophilus Mozart, vendar je kasneje uporabljal le imeni Wolfgang in Theophilus - slednjega v različnih oblikah, pogosto kot francoski Amadé ali italijanski Amadeo, medtem ko se danes najpogosteje uporablja latinska oblika "Amadeus". Oče Leopold je bil priznan skladatelj in violinist, ki je služboval na dvoru salzburškega nadškofa. Od številnih otrok zakoncev Mozart je poleg Wolfganga otroštvo preživela le Maria Anna, imenovana tudi "Nannerl". Dečkov izjemen glasbeni talent je postal očiten že v zgodnjem otroštvu, tako da je Leopold posvetil vso svojo energijo razvoju in izobrazbi svojega sina. Wolfgang je napredoval izredno hitro: prve skladbe je napisal že pri petih letih, prav tako je že kot otrok postal virtuoz na klavirju in violini.

#### Leta potovanj
Ko je imel Wolfgang 6 let, se je družina odpravila na svoje prvo potovanje v München, kjer so se predstavili na dvoru bavarskega volilnega kneza. Temu prvemu potovanju jih je sledilo še več: najprej na Dunaj in v Prago, nato pa tri leta in pol dolga turneja po Evropi, med katero so Mozartovi obiskali med drugim München, Mannheim, Pariz, London, Haag in Zürich. Potovanja so bila učinkovita promocija "čudežnega dečka" in so bila bistvenega pomena za razvoj mladega skladatelja, saj je prišel v stik z mnogimi skladatelji in orkestri po Evropi. Vendar pa so bila potovanja manj finančno uspešna, kot je pričakoval Leopold, in tudi zelo naporna, še posebej za Wolfganga, ki je bil pogosto šibkega zdravja in je med turnejo skoraj umrl. Po enem letu doma v Salzburgu sta se oče in sin leta 1769 ponovno odpravila na pot, tokrat v Italijo, kjer je mladi skladatelj doživel nove uspehe: bil je sprejet v prestižno bolonjsko Accademio Filarmonico, v Vatikanu pa je po spominu napisal partituro Allegrijevega Miserereja, ki je bila sicer varovana skrivnost. V Milanu je doživel uspešno premiero svoje opere Mitridate, Re di Ponte, čemur so sledila naročila za več novih oper. Leopold je upal, da bo lahko njegov sin v Italiji dobil stalno mesto kot skladatelj, vendar mu to ni uspelo.

#### Salzburg, 1773-1777
Po vrnitvi v Salzburg leta 1773 je 17-letni Mozart dobil zaposlitev kot dvorni glasbenik na dvoru salzburškega knezoškofa Hieronymusa Colloreda. Mladi skladatelj je bil priljubljen v domačem mestu in je v tem obdobju imel priložnost napisati številne skladbe različnih vrst. Med drugim je v tem času nastal ciklus petih violinskih koncertov, več simfonij, in prelomni Koncert za klavir in orkester v Es-duru K 271. Vendar pa Mozart ni bil povsem zadovoljen z življenjem v Salzburgu. Po eni strani je bila njegova plača razmeroma skromna, mesto se mu je zdelo majhno in provincialno, predvsem pa si je zelo želel pisati opere, za kar v Salzburgu ni bilo pogojev - tu so opere uprizarjali le redko, dvorno gledališče pa so leta 1775 zaprli.

#### Pariško potovanje 1777-1779
Leta 1777 je Mozart dal odpoved in se odpravil na potovanje proti Augsburgu, Münchnu, Manečemu in Parizu, da bi našel boljšo zaposlitev. Ker Leopold od nadškofa ni dobil dovoljenja, da spremlja svojega sina, je z njim na pot odšla mati. V Mannheimu se je Mozart srečal z orkestrom, ki je bil takrat eden najboljših v Evropi. Poleg tega je spoznal glasbeno družino Weber in se zaljubil v Aloysio Weber, eno od štirih hčera in obetavno pevko. Ko v Mannheimu ni uspel najti primerne zaposlitve, se je marca 1778 odpravil naprej v Pariz. V odsotnosti finančno in družabno veliko spretnejšega očeta je bil tu še manj uspešen; čeprav je uspel organizirati nekaj koncertov, mu ni uspelo narediti preboja v priljubljenosti in je pogosto naletel na hladen sprejem. Kmalu je zašel v finančne težave, nato pa ga je nepričakovano doletela še osebna tragedija: 3. julija 1778 je po kratki bolezni umrla njegova mati. Septembra se je Mozart tako odpravil iz Pariza nazaj proti Mannheimu, medtem pa je njegov oče v Salzburgu uspel zanj izboriti bolje plačan položaj na salzburškem dvoru. Wolfgang je še vedno upal, da bo uspel dobiti službo izven Salzburga, zato se je obotavljal v Mannheimu in Münchnu, vendar brez uspeha. Poleg tega mu je Aloysia Weber ob ponovnem srečanju dala jasno vedeti, da je ne zanima. Januarja 1779 se je Mozart tako vrnil v Salzburg in prevzel službo dvornega organista in koncertnega mojstra pri salzburškem nadškofu za precej boljšo plačo. Kljub temu ni bilo njegovo nezadovoljstvo s Salzburgom nič manjše in si je še vedno želel mesto zapustiti. Na začetku leta 1781 je dosegel precejšen uspeh z opero Idomeneo, ki je bila uprizorjena v Münchnu, kar mu je povrnilo samozavest in ga utrdilo v prepričanju, da želi biti operni skladatelj.

#### Odhod na Dunaj in odločitev za samostojnost
Leta 1781 so na Dunaju potekale slovesnosti ob kronanju cesarja Jožefa II., ki jim je prisostvoval tudi salzburški nadškof Colloredo. Mozart je bil poklican na Dunaj kot nadškofov uslužbenec, toda kmalu sta skladatelj in njegov delodajalec prišla v konflikt. Mozart je nadškofu zameril, da ga obravnava kot navadnega uslužbenca, in menil, da ne spoštuje dovolj njegovega talenta. Spor se je hitro stopnjeval, dokler ni maja Mozart ponudil odpovedi. Sprva je nadškof ni želel sprejeti, nato pa jo kak mesec kasneje le je; Mozarta je odslovil dobesedno z "brco v zadnjico", ki jo je dal nadškofov komornik, grof Arco.
Mozart se je tako znašel na Dunaju sam in brez zaposlitve, toda trdno odločen, da v mestu ostane in poskuša preživeti kot samostojen skladatelj. Ta korak je bil precej revolucionaren - do tedaj so skladatelji vedno iskali zaposlitve ali vsaj mecenstvo pri bogatih pokroviteljih, in se niso preživljali sami. Odločitev, da ostane na Dunaju, je bila toliko težja tudi zato, ker ji je njegov oče popolnoma nasprotoval. V celi vrsti pisem je poskusil sina prepričati, naj se vrne v Salzburg, toda le-ta je bil trdno odločen, da se zoperstavi tako zatiralskemu delodajalcu kot tudi avtoritativnemu očetu.

#### Prva dunajska leta
Dunaj je bil ob koncu 18. stoletja glasbena prestolnica Evrope in priložnosti za nadarjene glasbenike ni manjkalo. Mozart jih je hitro izkoristil in postal zelo uspešen: zaslovel je kot izvrsten pianist in skladatelj, kar mu je omogočilo, da je organiziral cikluse abonmajskih koncertov, na katerih je dirigiral in igral svoja lastna dela. Poleg tega so začela prihajati tudi naročila za opere, njegovo najljubšo obliko. Poleti 1782 je bila krstna uprizoritev opere Beg iz seraja v nemškem jeziku, ki je doživela izjemen uspeh in dokončno utrdila Mozartov sloves kot skladatelja.
Medtem ko je bil v sporu z nadškofom Colloredom, se je Mozart vselil kot podnajemnik k družini Weber, ki je prišla živet na Dunaj iz Mannheima. Mozartova prejšnja ljubezen, Aloysia, je bila sedaj poročena, toda Mozart se je kmalu začel zanimati za tretjo od štirih hčera, Constanze. Naslednje leto poleti, kmalu po triumfalnem uspehu z Begom iz seraja, se je par, ob nejevoljni privolitvi Leopolda Mozarta, poročil v dunajski katedrali sv. Štefana. Par je imel v devetih letih zakona šest otrok, od katerih sta le dva preživela otroška leta. Prvi obisk mladoporočencev v Salzburgu leta 1783 ni uspel zbližati Wolfganga z očetom in sestro, ki sta Constanzo sprejela dokaj hladno. Ob tej priložnosti je sicer nastala Maša v c-molu, eno najpomembnejših Mozartovih liturgičnih del.
Po vrnitvi na Dunaj je Mozart spoznal Josepha Haydna in skladatelja sta kmalu postala dobra prijatelja. Haydn je ob neki priložnosti povedal Leopoldu Mozartu, da je njegov sin "največji skladatelj, kar jih pozna". 
S koncerti, naročili za skladbe in poučevanjem je Mozart v svojih prvih dunajskih letih zaslužil toliko, da sta si s Constanze privoščila dokaj razkošen življenjski slog; preselila sta se v veliko stanovanje s služabniki, kjer je imel Wolfgang izvrsten, drag klavir, kupil pa je tudi biljardno mizo. Uživala sta tudi v druženju in zabavah s prijatelji, Mozart pa je še posebno imel rad draga in razkošna oblačila ter lasulje.
Leta 1784 je Mozart postal prostozidar, kar je kasneje pomembno vplivalo na njegovo življenje, pa tudi glasbo.

#### Mozartove zdravstvene težave
Mozart je bil večkrat bolan, vendar se je zanj najtežje obdobje pričelo po letu 1778. Takrat mu je umrla mati, pogosto so pričela nastopati obdobja z depresijami , sledila so obdobja povzdignjenega razpoloženja, ko je v navalu izredne produktivnosti, ustvarjal svoja najboljša dela. Doživljal je hude psihične stiske v katerih so se rojevala velika glasbena dela, opere, simfonije, koncerti, orkestralna glasba. Zadnjo trimesečno depresijo je preboleval leta 1791 in konec istega leta tudi umrl.

#### 1786-1787
Po letu 1782 se Mozart ni dosti posvečal operi, saj je bil bolj osredotočen na klavirske koncerte in solistično kariero. Leta 1785 pa je spoznal italijanskega pesnika in libretista Lorenza da Ponteja in med njima je kmalu prišlo do plodnega sodelovanja. Naslednje leto je bila na Dunaju premiera Figarove svatbe, ki je bila zelo uspešna, še večji uspeh pa je doživela v Pragi. To je Mozarta in Da Ponteja spodbudilo k ustvarjanju nove opere: leta 1787 je bila tako v Pragi krstna uprizoritev Don Giovannija, ki je bila triumfalen uspeh, manj toplo pa jo je sprejelo dunajsko občinstvo. Obe operi spadata med največje opere vseh časov, in med Mozartova najpomembnejša dela ter se od njegovih oper danes največ izvajata. 
Konec leta 1787 je Mozart dobil stalno zaposlitev na cesarskem dvoru kot "komorni skladatelj", vendar je bila njegova naloga zgolj pisati skladbe za dvorne plese. Njegov komentar je bil, da je "plačan preveč za to, kar dela, in veliko premalo za to, kar bi lahko delal". Čeprav je bila plača razmeroma skromna, je v kasnejših letih postala za Mozarta pomemben vir dohodka.

#### Leta težav 1788-1790
Po letu 1788 se je Mozartovo finančno stanje začelo slabšati. Po letu 1786 ni več pogosto nastopal na koncertih, kar je bil prej pomemben vir dohodkov. Poleg tega je bil čas za glasbenike na splošno neugoden, saj je bila Avstrija v vojni in je aristokracija imela manj sredstev in časa, ki bi jih lahko namenila kulturi. Mozart se je preselil v predmestje Dunaja in skušal živeti skromneje, toda kmalu je bil prisiljen v to, da je moral prijatelje prositi za posojila - najbolj znana so njegova moledujoča pisma prijatelju prostozidarju Michaelu Puchbergu. V tem času je bil Mozart tudi manj ustvarjalen, vseeno pa je nastalo nekaj njegovih največjih del: simfonije št. 39, 40 in 41 (vse tri v času nekaj mesecev) in opera Cosí fan tutte. Da bi izboljšal finančno stanje in poiskal kakšno novo zaposlitev, je skladatelj šel na potovanje v Leipzig, Dresden in Berlin, ter kasneje v Mannheim, vendar brez večjega uspeha.

#### Zadnje leto 1791
Leta 1791 se je Mozartova situacija naposled začela nekoliko izboljševati. Kaže, da se je uspel rešiti nekaterih dolgov, poleg tega pa je dobil nov ustvarjalni zagon. Začel je sodelovati z gledališčnikom Emanuelom Schikanederjem, ki je napisal libreto za Mozartovo zadnjo opero Čarobna piščal. Opera, ki je sicer bistveno drugačna od Mozartovih prejšnjih, je doživela velik uspeh. Pred tem je v Pragi doživela krstno uprizoritev še opera La Clemenza di Tito, napisana za kronanje novega cesarja Leopolda II. Poleg tega je v tem letu nastal Koncert za klarinet in orkester ter številna druga dela. Sredi leta je dobil tudi naročilo za posmrtno mašo - Rekviem, ki pa je ni uspel dokončati.
Septembra 1791, medtem ko je bil v Pragi, je Mozart zbolel. Nekaj časa je še delal; konec meseca se je tako udeležil krstne uprizoritve Čarobne piščali na Dunaju. Konec novembra se je njegovo zdravje bistveno poslabšalo, tako da je obležal. Mučile so ga otekline, bolečine, in napadi bruhanja - vendar je ostal do konca osredotočen na Requiem in njegovo dokončanje.
5. decembra 1791 ob enih zjutraj je Mozart umrl, star 35 let. 6. decembra je bil pokopan na pokopališču St. Marx. Pogrebnega obreda se je verjetno udeležilo manj kot deset ljudi. Pokopan je bil v skupnem grobu, v kakršne so navadno pokopavali reveže, na njegov grob pa niso postavili niti križa, tako da pozneje njegovih posmrtnih ostankov ni bilo nikoli več mogoče najti. Kljub skromnosti in anonimnosti pogreba Mozart ni umrl pozabljen in osamljen; slovesnosti v njegov spomin na Dunaju in v Pragi je obiskalo veliko ljudi, prav tako pa je vladalo veliko zanimanje za njegova dela, ki se je nato le še povečevalo.

## Köchlov seznam Mozartovih del
Glavni članek: Köchel-Verzeichnis
V desetletjih po Mozartovi smrti je bilo več poskusov s strani muzikologov, da bi uredili skladateljeva dela. Šele leta 1862 je Ludwig von Köchel uspel urediti vsa, označil pa jih je z oznako K (Köchel) oziroma KV (Köchel-Verzeichnis). Tako je npr. Klavirski koncert v A duru večkrat označen preprosto kot »K 488« ali »KV 488«. Seznam je bil šestkrat revidiran.

## Delovanje v prostozidarstvu
V Mozartovem času je postala ta organizacija, temelječa na združevanju v ložah, ki se je tedaj še ni držal zlovešč pridih nedovoljenega skrivnega manipuliranja s politično in ekonomsko močjo in svetovnega zarotništva, ena od gonilnih sil razsvetljenstva. Celo habsburški cesar Jožef II. je bil gibanju sprva naklonjen (nekaj kasneje je bilo prostozidarstvo predvsem zaradi delovanja protimonarhistično usmerjene bavarske lože Iluminatov prepovedano v vseh habsburških deželah). Mnogi njegovi uradniki in politični sodelavci so bili prostozidarji. Na Dunaju je nastalo več prostozidarskih lož, leta 1784 pa se je loži »Pri dobrodelnosti« (Zur Wohltaetigkeit) pridružil tudi Mozart, ki je bil leto kasneje tudi porok pri sprejemu glasbenika Franza Josepha Haydna. Haydnova odločitev ne preseneča, saj je bil njegov mecen in delodajalec knez Nikolaus Eszterhazy veliki mojster te lože. Mozart je za brate prostozidarje napisal kakih dvajset skladb, ki jih sicer še danes izvajajo pri svojih obredih, v mnogih kompozicijah je upošteval prostozidarsko številsko simboliko, najbolj znani mojstrovini, ki jima je botrovala njegova prostozidarska vnema, pa sta opera Čarobna piščal in Masonska žalna glasba.

## Vpliv
Njegov najbolj znan učenec, ki ga je družina Mozarti kot otroka za dve leti vzela v svoj dunajski dom, je bil verjetno Johann Nepomuk Hummel, prehodna osebnost med klasično glasbo in romantiko.  Bolj pomemben je vpliv Mozarta na skladatelje kasnejših generacij. Vse od skoka njegovega ugleda po njegovi smrti je bilo preučevanje njegovih partitur standardni del usposabljanja klasičnih glasbenikov.
Ludwig van Beethoven, od Mozarta mlajši petnajst let, je bil pod močnim vplivom njegovega dela, s katerim se je seznanil že kot najstnik.  Domneva se, da je izvajal Mozartove opere med igranjem v dvornem orkestru v Bonnu  in leta 1787 odpotoval na Dunaj v upanju, da bo študiral pri svojem vzorniku. Nekatera Beethovnova dela izkazujejo očitne povezave s primerljivimi Mozartovmi deli, pisal pa je tudi kadence (WoO 58) na Mozartov klavirski koncert v d-molu K. 466. 
Skladatelji so se poklonili Mozartu s pisanjem sklopov variacij na njegove teme. Beethoven je napisal štiri takšne sklope (op. 66, WoO 28, WoO 40, WoO 46).  Drugi vključujejo Uvod in variacije na Mozartovo temo Fernanda Sora (1821), Variacije na temo iz Mozartove opere Čarobna piščal Mihaila Glinke (1822), Variacije Frédérica Chopina na »Là ci darem la" mano« iz Don Giovannija (1827) in Variacije in fuga Maxa Regerja na Mozartovo temo (1914), ki temelji na temi variacije v klavirski sonati K. 331.  Pjotr Iljič Čajkovski, ki je prav tako častil Mozarta, je kot poklon njemu napisal svojo Orkestrsko suito št. 4 v G, Mozartiana (1887).

## Glasbeni opus

### Simfonije
Mozart je svoj opus 41-ih simfonij ustvaril v 24-letnem obdobju, med letoma 1764 v 1788.

#### Simfonije iz otroškega obdobja (1764-1771)
- Simfonija št. 1 v Es-duru, K. 16
- Simfonija št. 2 v B-duru, K. 17
- Simfonija št. 3 v Es-duru, K. 18
- Simfonija št. 4 v D-duru, K. 19
- Simfonija št. 5 v B-duru, K. 22
- Simfonija št. 6 v F-duru, K. 43
- Simfonija št. 7 v D-duru, K. 45
- Simfonija št. 8 v D-duru, K. 48
- Simfonija št. 9 v C-duru, K. 73 (1773)
- Simfonija št. 10 v G-duru, K. 74
- Simfonija št. 11 v D-duru, K. 95
- Simfonija št. 12 v G-duru, K. 110
- Simfonija št. 13 v F-duru, K. 112
- Simfonija št. 14 v A-duru, K. 114

#### Simfonije salzburškega obdobja (1772-1781)
- Simfonija št. 15 v G-duru, K. 124 (1772)
- Simfonija št. 16 v C-duru, K. 128 (1772)
- Simfonija št. 17 v G-duru, K. 129 (1772)
- Simfonija št. 18 v F-duru, K. 130 (1772)
- Simfonija št. 19 v Es-duru, K. 132 (1772)
- Simfonija št. 20 v D-duru, K. 133 (1772)
- Simfonija št. 21 v A-duru, K. 134 (1772)
- Simfonija št. 22 v C-duru, K. 162 (1773)
- Simfonija št. 23 v D-duru, K. 181 (1773)
- Simfonija št. 24 v B-duru, K. 182 (1773)
- Simfonija št. 25 v g-molu, K. 183 (173d B) (1773)
- Simfonija št. 26 v Es-duru, K. 184 (1773)
- Simfonija št. 27 v G-duru, K. 199 (1773)
- Simfonija št. 28 v C-duru, K. 200 (1774)
- Simfonija št. 29 v A-duru, K. 201 (1774)
- Simfonija št. 30 v D-duru, K. 202 (1774)

#### Pozne simfonije (1781-1791)
- Simfonija št. 31 v D-duru, K. 297 (1778)
- Simfonija št. 32 »Uvertura v italijanskem stilu« v G-duru, K. 318 (1779)
- Simfonija št. 33 v B-duru, K. 319 (1779)
- Simfonija št. 34 v C-duru, K. 338 (1780)
- Simfonija št. 35 »Haffnerjeva« v D-duru, K. 385 (1782)
- Simfonija št. 36 »Linz« v C-duru, K. 425 (1783)
- Simfonija št. 37 v G-duru, K. 444 (1784)
- Simfonija št. 38 »Praška« v D-duru, K. 504 (1786)
- Simfonija št. 39 v Es-duru, K. 543 (1788)
- Simfonija št. 40 v g-molu, K. 550 (1788)
- Simfonija št. 41 »Jupiter« v C-duru, K. 551 (1788)

### Ostala orkestralna glasba
- 25 klavirskih koncertov
- 7 violinskih koncertov (KV 207, KV 211, KV 216, KV 218, KV 219, KV 268?, KV 271a?)
- 4 koncerti za rog in orkester
- 2 koncerta za flavto in orkester
- 2 koncertni simfoniji
- 1 koncert za klarinet in orkester, A-dur
- Koncert za fagot in orkester, B-dur, KV 191
- Koncert za flavto, harfo in orkester v C–duru
- Kasacije
- Divertimenti
- Serenade
- Koračnice in plesi za orkester

### Opere
- Die Schuldigkeit des ersten Gebots (1767, KV 35)
- Apollo in Hiacintus (1768, KV 38)
- Bastien in Bastiena (Boštjan in Boštjana; 1768, KV 50)
- La finta semplice (1768, KV 51)
- Mitridate, Re di Ponto (1770, KV 87)
- Ascanio in Alba (1771, KV 111)
- Il sogno di Scipione (1771, KV 126)
- Lucio Silla (1772, KV 135)
- La finta giardiniera (1775, KV 196)
- Il re pastore (1775, KV 208)
- Zaide (1780, KV 344), osnutek
- Idomeneo (1781, KV 366)
- Beg iz Seraja (1782, KV 384)
- L'oca del Cairo (1783, KV 422), osnutek
- Lo sposo deluso ossia La rivalità di tre donne per un solo amante (1783, KV 430), osnutek
- Gledališki ravnatelj (1786, KV 486)
- Figarova svatba (1786, KV 492)
- Don Giovanni (Il dissoluto punito ossia il Don Giovanni; 1787, KV 527)
- Così fan tutte ossia La scuola degli amanti (1790, KV 588)
- Čarobna piščal (Die Zauberflöte) (1791, KV 620)
- La Clemenza di Tito (1791, KV 621)

### Cerkvena glasba
- 19 maš, med njimi:
  - Maša v c-molu KV 427/414a
  - Maša za kronanje (Krönungsmesse) KV 317
  - Waisenhausmesse KV 139
  - Spatzenmesse KV 220
- Rekvijem v d-molu, KV 626
- 4 litanije
- 2 večernice (Vespere)
- Oratorij: »Dolžnost prve zapovedi« (1766/67, KV 35)
- Oratorij: »La Betulia liberata« (1771, KV 118)
- Kantate
- Moteti za sopran in orkester, med njimi:
  - »Exsultate, jubilate«, KV 164
- 17 cerkvenih sonat
- Ave verum corpus (KV 618)

## Glasbene datoteke
Težave s predvajanjem datotek? Glej pomoč za predstavnostno gradivo.
Wikimedijina Zbirka ponuja še več predstavnostnega gradiva o Wolfgangu Amadeusu Mozartu.

### Digitalizirani dokumenti
- "Mozart" Titles; Mozartova dela na archive.org
- "Mozart" Titles; Mozartova dela na books.google.com
- Digital Mozart Edition (Internationale Stiftung Mozarteum)
- (francosko) "Mozart" titles v projektu Gallica
- Iz Britanske knjižnice
  - Mozart's Thematic Catalogue (view with "Turning the Pages")
  - Mozart's Musical Diary
  - Background information on Mozart and the Thematic Catalogue
- (nemško) Pisma Leopolda Mozarta in Wolfganga Amadeusa Mozarta Arhivirano 2009-12-22 na Wayback Machine. (Badische Landesbibliothek)

#### Notni zapisi
- Partiture iz Neue Mozart-Ausgabe (Internationale Stiftung Mozarteum)
- Mozartova dela v digitalni knjižnici Münchenskega centra za digitalizacijo (MDZ)
- Mozartova dela v zbirki Univerze v Rochestru